# Nicolás Francisco San Juan y Domingo
Nicolás Francisco San Juan y Domingo (Bádenas, hacia 1640 - después de 1687) fue un médico español.
Se formó en la Universidad de Zaragoza, como discípulo, entre otros, de José Lucas Casalete, y ejerció la medicina en Zaragoza desde 1663. Escribió una de las primeras topografías médicas, género de gran importancia en la posterior Ilustración española.
Se le relaciona con el movimiento de los novatores, aunque su posición es moderada, intermedia entre ellos y los conservadores, en la línea de Tomás Longás. Aceptaba tanto los principios galénicos como la teoría de la circulación de la sangre de William Harvey y la perspiratio insensibilis de Santorio Santorio, y mantenía una postura ambivalente frente a la iatroquímica). Desde el solidismo, defiende el uso de las sangrías. Entre sus críticos estuvo Francisco de Elcarte, continuador de las teorías de Casalete.

## Obras
- De morbis endemiis Caesar-Augustae. Opus pro ineuntibus praxim veram et tutam medendi viam ostendens, Zaragoza, Herederos de D. Dormer, 1686.
- Tratado de las fiebres erráticas intermitentes y sus crisis en Aragón (manuscrito citado en las fuentes, pero no hallado hasta ahora)